# Gens Castricia
La gens Castricia fue una familia plebeya durante la última República y bajo el Imperio temprano. Ningún miembro de esta gens ocupó cargos magistrales importantes.

## Origen
El primero de los Castricii en aparecer en la historia fue Marco Castricio, magistrado jefe de Plasentia en el 84 a. C., lo que sugiere que la familia provenía de esa ciudad. En un momento, Plasentia había pertenecido a los etruscos, y más tarde fue habitada por los galos cisalpinos, pero se estableció allí una colonia romana en el 218 a. C. Otros Castricii durante este período y posteriormente fueron ciudadanos romanos.

## Miembros
- Marco Castricio, magistrado jefe de Plasentia en el 84 a. C., se negó a entregar rehenes al cónsul Cneo Papirio Carbón cuando compareció ante la ciudad.[2]
- Marco Castricio, un comerciante romano en Asia, recibió un funeral público de los habitantes de Esmirna. Probablemente sea el mismo Marco Castricio mencionado en los discursos de Cicerón contra Cayo Verres.[3]
- Marco Castricio, mencionado por Cicerón en 44 a. C., aparentemente era un hombre diferente del comerciante del mismo nombre.[4]
- Castricio, le dio información a Augusto respecto a la conspiración de Murena.[5]
- Tito Castricio, retórico en Roma y maestro de Aulo Gelio, por quien se lo menciona con frecuencia.[6]